# Hérica Marmo
Hérica Marmo Pereira Stafford (Rio Bonito, 1 de agosto de 1975) é uma jornalista, escritora e roteirista brasileira, reconhecida por sua atuação na comunicação estratégica entre Brasil e Portugal, além de sua contribuição para a literatura e o audiovisual. Com uma carreira que atravessa mais de duas décadas, destacou-se tanto na imprensa tradicional quanto no desenvolvimento de narrativas biográficas e roteiros para televisão e cinema.

## Literatura
Hérica Marmo é autora do livro A Vida Até Parece Uma Festa – A História Completa dos Titãs (2002), escrito em parceria com o jornalista Luiz André Alzer. A obra, considerada uma das mais completas biografias de banda já publicadas no Brasil, narra a trajetória dos Titãs, grupo emblemático do rock brasileiro, a partir de entrevistas, memórias e acervos inéditos. Em 2022, Hérica e Luiz André lançaram uma nova versão do livro em comemoração dos 40 anos da banda.
Também é autora de A Canção do Mago – A Trajetória Musical de Paulo Coelho (2007), que reconstrói a fase musical da juventude de Paulo Coelho, antes de sua consagração como escritor. O livro traça conexões entre a rebeldia artística da década de 1970 e o surgimento de uma figura mítica na literatura mundial.

## Roteiro e audiovisual
No campo do roteiro, Hérica Marmo atuou como roteirista na novela Na Corda Bamba (TVI, 2019), produção portuguesa indicada ao Emmy Internacional. Escreveu ainda o telefilme de Natal A Consoada (TVI, 2021), uma comédia familiar com elementos de fantasia e crítica social, exibida em horário nobre.

## Carreira jornalística
Formada em Jornalismo, Hérica iniciou sua trajetória na imprensa brasileira, tendo trabalhado em veículos de grande circulação, com passagem por redações de jornais, revistas e projetos editoriais especiais. Desenvolveu reportagens e colaborações nas áreas de cultura, comportamento e música, firmando-se como uma cronista sensível aos temas sociais e à transformação cultural brasileira.
Com a mudança para Portugal em 2016, passou a atuar também no eixo luso-brasileiro, fundando a Ar Comunicação, assessoria de imprensa especializada em projetos de impacto cultural, social e econômico entre os dois países. A agência se tornou referência em articulação de mídia, organização de press trips e posicionamento estratégico de marcas e artistas no mercado internacional.

## Comunicação estratégica
Além da atuação em redações e no campo criativo, Hérica consolidou-se como estrategista de comunicação. Por meio da Ar Comunicação, liderou campanhas e ações de imprensa para eventos como o Chocolat Festival (Brasil e Europa), a Brasil Origem Week (Porto), a turnê europeia da Orquestra Maré do Amanhã, e iniciativas de valorização da cachaça e da cultura alimentar brasileira em Portugal. Seu trabalho é pautado por uma abordagem multidisciplinar, que une jornalismo, branding, conteúdo e posicionamento cultural.